# Едвин Сугарев
Едвин Стефанов Сугарев е български поет, общественик и политик.

## Биография
През 1978 г. Едвин Сугарев завършва българска филология в Софийския университет. В периода 1981 – 1984 г. прави редовна аспирантура в Института за литература при Българската академия на науките по история на новата българска литература. В 1985 година защитава докторат на тема „Българската литература след Първата световна война и немският експресионизъм (мирогледни и стилистични паралели)“.
В периода 1986 – 1990 г. Сугарев е научен сътрудник в Института за литература, като междувременно преподава нова българска литература в Софийския университет (1987) и води лекции върху българския експресионизъм в Пловдивския университет „Паисий Хилендарски“ (1988).
През 1989 г. става редактор на литературния самиздатски алманах „Мост“. През 1990 г. влиза в редколегията на списание „Литературна мисъл“, и също е редактор на „Литературен вестник“ от 1991 до 1996 и от 2003 година.
От 2002 г. е научен сътрудник в Института за литература при БАН. През 2008 г. защитава докторат на тема „Александър Вутимски – паралелни прочити“. През 2010 г., в несъгласие с начина на реформиране в БАН, напуска и става преподавател в НБУ. Член на редколегията на „Българистика Nuova“ – годишник на департамент Нова българистика към НБУ.
Дейността си на литератор и поет Сугарев съвместява с обществена и политическа дейност. През 1989 г. е активист в националното движение „Екогласност“. Народен представител е в VII велико народно събрание и в XXXVI-тото и XXXVII обикновено народно събрание, където е заместник-председател на комисията против корупцията. В периода 1997 – 2002 година е посланик на Република България в Монголия и Индия. През 2014 г. участва в предизборните кампании на политическата формация ГЕРБ. В края на следващата година Сугарев получава назначение като консул в Ниш.
Има шест деца. От първата си съпруга има дъщеря, Ела, която живее в САЩ. От втората си съпруга има дъщеря Тея и син Стефан, а от последната, Мария, има един син, Борис. От поетесата и преводачка Мария Кръстева, с която не е сключвал брак, има двама сина, близнаците Йоан и Кристиан.
Сугарев е вегетарианец.

## Награди и номинации
- 2004 – Наградата „Развитие“ за ръкопис на роман
- 2005 – Голямата награда на конкурса за SMS-поезия.
- 2007 – Специална награда от конкурса „Биньо Иванов“
- 2010 – Номинация за националната награда за поезия „Иван Николов“ за стихосбирката „Стихове от Камен бряг“
- 2014 – Номинация в националния конкурс „Христо Фотев“[9]

### Стихове
- Обратното дърво, София: Народна младеж, 1989, 67 стр.
- Калейдоскоп, Пловдив: Христо Г. Данов, 1990, 117 стр.
- Водни кръгове, София: Български писател, 1990, 98 стр.
- Слизайки, София: Лице, 1992, 53 стр.
- Рокада (поеми), София: Прозорец, 1994, 37 стр.
- Скрити сетива, София: Свободно поетическо общество, 1996, 47 стр.
- Кратко, София: Факел, 1997, 64 стр.
- Хайку от Камен бряг, София: Фондация Демокрация, 1997, 66 стр.
- Джаз, София: Факел, 1997, 64 стр.
- Гоби (поема), София: Мост, 1999
- Хошаб, София: Изд. ателие Аб, 1999, 44 стр.
- Житие на съня, София: Изд. ателие Аб, 1999, 70 стр.
- Стихове на откачалката, София: Български художник, 2000
- Вълча памет (антологична стихосбирка), София: Изд. ателие Аб, 2000
- Чиреп. Метеорологични предродилни стихотворения, София: Изд. ателие Аб, 2001
- Лингва Лингам, София: Изд. ателие Аб, 2001, 70 стр.
- Гибелни думи (антологична стихосбирка под редакцията на Борис Христов), София: Изд. ателие Аб, 2003, 144 стр.
- Сюр, София: Изд. ателие Аб, 2003, 91 стр.
- Лоши сънища, 2004
- Родина, София: Изд. ателие Аб, 2005, 96 стр.
- Мрежата на Индра, София: Алтера, 2006
- Събирачи на хартия, Пловдив: Жанет-45, 2007, 94 стр.
- Стихове от Камен бряг, София: Диор, 2010, 85 стр.
- Палеонтология на любовта, София: Литературен вестник, 2012, 64 с. (ISBN 978-954-9602-23-4)[10]
- Сезонът на плашилото, София: Сиела, 2012, 136 с. (ISBN 978-954-28-1062-9)
- Избрано, София: Нест Прес, 2013, 303 с.

### Романи
- Невъзможните убежища на поезията, София: Корпорация Развитие, 2005, 72 с.

### Есеистика
- Изваждане на восъчните пити (фрагменти), София: Small Stations Press, 2013, 128 с.

### Научни монографии и сборници
- Българският експресионизъм, София: Народна просвета, 1988, 143 с.
- Николай Райнов – боготърсачът богоборец, София: Карина М, 2007, 300 с.
- Поезията на Александър Вутимски: паралелни прочити, София: Алтера, 2009, 576 с. (ISBN 978-954-9757-22-4)
- Видрица Literarica, София: Литературен вестник, 2012, 376 с. (ISBN 978-954-9602-32-6) [11]

### Публицистика и разследвания
- Търговията със смъртта (в съавторство с Недко Петров), 1994
- Банковият банкрут на България, 1996
- Диагнозата Филчев. Хроника на една гражданска битка, 2003, 152 с.
- Случаят Гоце, 2007
- Подлите времена, София: Изток-Запад, 2013, 344 с.
- Корупционната България (том 1 1989 – 1997), София: Гражданско Сдружение Либертариум, 2016, 639 с, в съавторство с Христо Христов и Петър Бучков.[12]